# Hannó (406 aC)
Hannó era el fill d'Hamílcar, segons Justí. Probablement va ser el pare d'Himilcó que va conquerir Agrigent l'any 406 aC.
Diodor de Sicília diu que Himilcó era de la mateixa família que Anníbal fill de Gisgó i com que aquest Anníbal era net d'Hamílcar es pot suposar que Hannó era el seu oncle. Alguns autors pensen que aquest Hannó era Hannó el navegant autor d'un Periplus, el Periple d'Hannó, que relatava l seu viatge per una part de les costes d'Àfrica.